# Râul Urlătoarea Mică, Crasna
Râul Urlătoarea Mică este un curs de apă din județul Covasna, fiind unul din brațele care formează râul Urlătoarea. 

## Hărți
- Harta județului Covasna
- Harta Munții Buzăului [nefuncțională – arhivă]